# Sigrid Lindholm
Sigrid Helena Lindholm, född 3 februari 1875 i Paris, död 12 november 1946 i Kungälv, var en svensk målare och tecknare.
Hon var dotter till Berndt Lindholm och Karolina Bohle. Lindholm studerade vid Slöjdföreningens skola samt för Carl Larsson på Valands målarskola i Göteborg 1892, därefter bedrev hon studier vid Tekniska skolan i Stockholm och för professor Otto Eckmann vid Gewerbemuseum i Berlin. Hon var starkt självkritisk och undvek att ställa ut sin konst eller att framträda offentligt. Med ett undantag medverkade hon i en utställning på Liljevalchs konsthall i Stockholm. En minnesutställning med hennes konst visades på Lorensbergs konstsalong i Göteborg 1948. Hennes konst består av stilleben, porträtt, interiörer och landskapsmålningar. Lindholm är begravd på Östra kyrkogården i Göteborg.  